# Otoci rovinjskog područja - podmorje
Otoci rovinjskog područja - podmorje este o arie protejată (sit de importanță comunitară — SCI) din Croația întinsă pe o suprafață de 124,96 ha, integral marine.

## Localizare
Centrul sitului Otoci rovinjskog područja - podmorje este situat la coordonatele 45°03′29″N 13°37′30″E / 45.058°N 13.625°E.

## Înființare
Situl Otoci rovinjskog područja - podmorje a fost declarat sit de importanță comunitară în iulie 2013 pentru a proteja un număr necunoscut de specii din flora spontană și fauna sălbatică aflate în arealul zonei.

## Biodiversitate
Situată în ecoregiunea marină mediteraneană, aria protejată conține 1 habitat natural: Recifuri.
La baza desemnării sitului se află un număr nedeclarat de specii protejate.